# Alan Blinston
John Alan Blinston  (né le 15 juillet 1944 à Altrincham) est un athlète britannique, spécialiste des courses de fond.

## Biographie

### Palmarès
| Date | Compétition           | Lieu    | Résultat | Épreuve | Performance   |
| ---- | --------------------- | ------- | -------- | ------- | ------------- |
| 1969 | Championnats d'Europe | Athènes | 3e       | 5 000 m | 13 min 47 s 6 |

### Records
| Épreuve | Performance   | Lieu | Date |
| ------- | ------------- | ---- | ---- |
| 5 000 m | 13 min 39 s 4 |      | 1971 |